# Ellen Joyce Loo
Ellen Joyce Loo (Toronto, Canadá; 27 de marzo de 1986-Happy Valley, Hong Kong; 5 de agosto de 2018) fue una cantante y compositora hongkonesa nacida en Canadá, integrante de la "Hong Kong electrofolk" y del grupo musical cantopop At17.

## Carrera
Loo nació en Toronto, Canadá pero cuando tenía cuatro años su familia regresó a Hong Kong. Aprendió guitarra clásica de su padre a la edad de nueve años. Participó en un concurso de música llamado "Original Music 2000" (原音2000), a manos de "Tom Lee Music", junto a su hermano mayor, PJ Loo en Hong Kong; juntos ganaron el tercer premio. Cuando tenía 15 años, Loo formó parte del grupo AT17, con Eman Lam, y fue firmado por la compañía de producción musical People Mountain People Sea.
Además de escribir canciones para su propio grupo, también participó en la producción y composición de temas musicales para otros álbumes, sobre todo de otros famosos cantantes, como Kay Tse, Miriam Yeung, Sally Yeh y Ken Chu.
Luego de varias insinuaciones sobre su orientación sexual, en 2017 se declaró lesbiana al recibir un premio en la ceremonia de los Taiwan Music Awards; se había casado en 2016 con la directora de fotografía taiwanesa Fisher Yu.

## Muerte
En 2013 fue diagnosticada con trastorno bipolar. Falleció, al precipitarse desde el edificio de apartamentos donde residía, el 5 de agosto de 2018. Tenía 32 años.